# Aviateca-Flug 901
Auf dem Aviateca-Flug 901 wurde am 9. August 1995 eine Boeing 737-2H6 Adv. mit dem Luftfahrzeugkennzeichen N125GU der Aviateca, mit der ein Flug von Guatemala-Stadt nach San Salvador durchgeführt wurde, gegen den Vulkan Chichontepec in El Salvador geflogen. Bei dem Unfall wurden alle 65 Personen an Bord der Maschine getötet.

## Flugzeug
Bei der betroffenen Maschine handelte es sich um eine Boeing 737-2H6 Adv., die im Werk von Boeing in Renton im Bundesstaat Washington endmontiert wurde und am 26. September 1987 ihren Erstflug absolvierte. Das Flugzeug trug die Werksnummer 23849, es handelte sich um die 1453. Boeing 737 aus laufender Produktion. Die Maschine wurde am 8. Oktober 1987 fabrikneu an die Malaysia Airlines ausgeliefert, die diese mit dem Luftfahrzeugkennzeichen 9M-MBM in Betrieb nahm. Ab Dezember 1993 war die Maschine durch die ILFC an die TACA verleast, die diese am 11. Dezember 1993 mit dem US-amerikanischen Luftfahrzeugkennzeichen N125GU in Betrieb nahm. Ab Juni 1995 war die CIT Group der neue Leasinggeber. Die TACA hatte die Maschine ihrerseits ab dem 1. Januar 1994 an die Aviateca weiterverleast. Das zweistrahlige Schmalrumpfflugzeug war mit zwei Triebwerken des Typs Pratt & Whitney JT8D-15A ausgestattet. Bis zum Zeitpunkt des Unfalls hatte die Maschine eine Gesamtbetriebsleistung von 16.645 Betriebsstunden absolviert, auf die 20.323 Starts und Landungen entfielen.

## Passagiere und Besatzung
Den internationalen nächtlichen Linienflug von Guatemala-Stadt nach San Salvador hatten 58 Passagiere angetreten. Es befand sich zudem eine siebenköpfige Besatzung an Bord.

## Unfallhergang

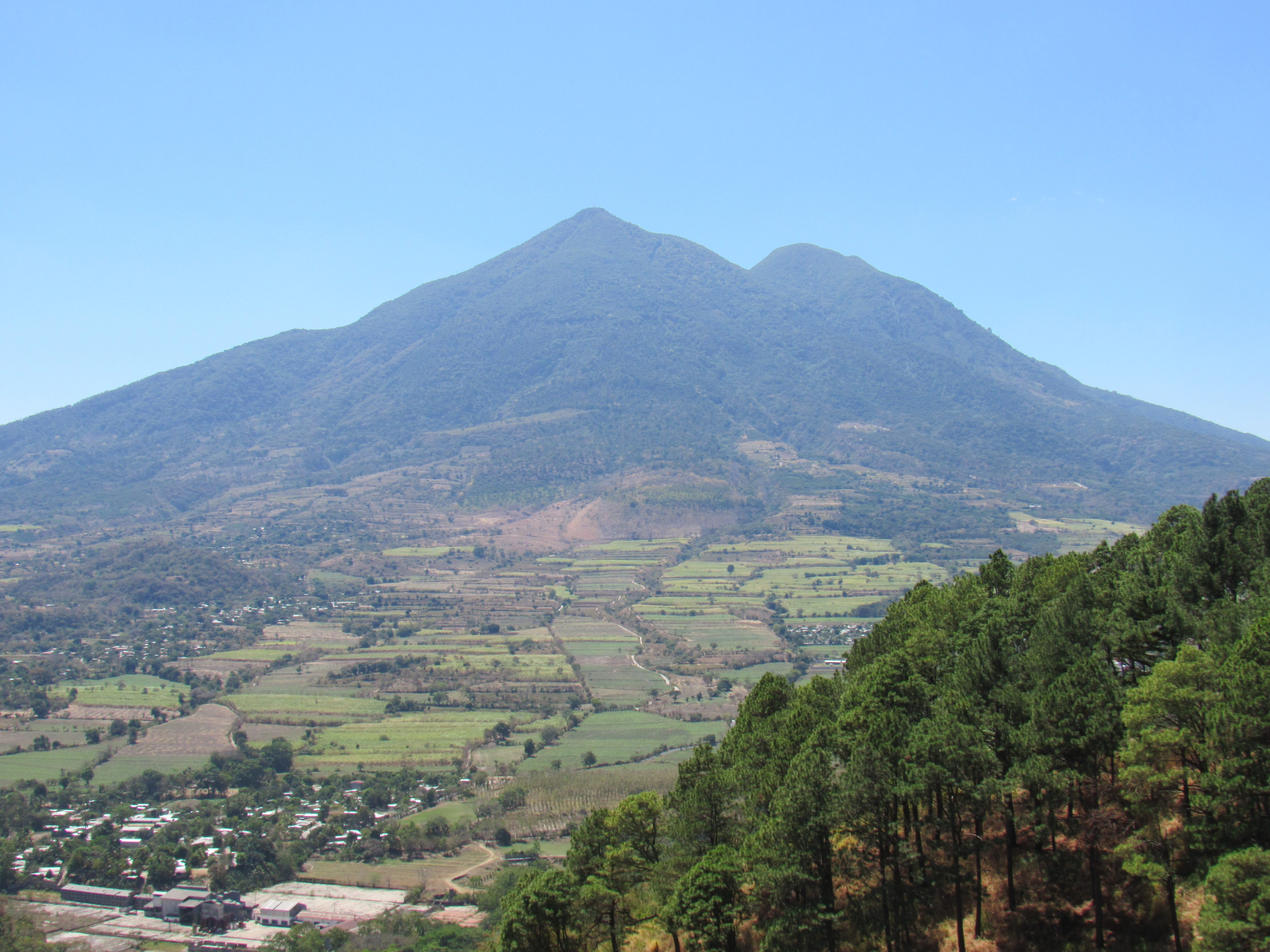
Der Vulkan Chicontepec in El Salvador, gegen den die Maschine geflogen wurde

Nach 20 Minuten Flugzeit kontaktierten die Piloten die Flugsicherung an ihrem Zielort, dem internationalen Flughafen El Salvador. Der Fluglotse teilte ihnen mit, dass über dem Flughafen ein Gewitter mit Starkregen herrschte und wies sie an, den Sturm zu überfliegen und den Anflug entgegen der Windrichtung durchzuführen und auf der Landebahn 07 zu landen. Die Piloten und die Flugsicherung waren sich jedoch hinsichtlich der Position des Flugzeugs uneinig, als der Anflug eingeleitet wurde und die Maschine in die Schlechtwetterfront einflog. In einer Höhe von 1.524 m ertönte das Bodenannäherungswarnsystem. Die Piloten gaben Schub, um die Maschine hochzuziehen, konnten eine Kollision jedoch nicht mehr abwenden. Um 20:14 Uhr Ortszeit wurde die Maschine in die Flanke des Vulkans Chichontepec geflogen, explodierte und ging in Flammen auf. Alle 65 Personen an Bord kamen dabei ums Leben.

## Ursache
Die nationale Luftfahrtbehörde Dirección General De Transporte Aéreo untersuchte den Unfall. In ihrem Abschlussbericht gab sie als wahrscheinliche Ursache des Unfalls das mangelnde Situationsbewusstsein der Piloten hinsichtlich des vor ihnen befindlichen Hindernisses an, ihre Entscheidung, die Maschine unter die Sicherheitsflughöhe sinken zu lassen, während sie von der Anflugroute abwichen, sowie die Uneinigkeit der Flugsicherung und der Cockpitbesatzung über die tatsächliche Position der Maschine, was dazu führte, dass der Fluglotse der Besatzung eine Flugfläche zuwies, in der diese das Hindernis nicht überfliegen konnte.
Zu dem Unfall habe ferner das Versäumnis des Ersten Offiziers beigetragen, seine Besorgnis über die gemeldeten Positionen direkter und eindringlicher an den Kapitän zu richten. In diesem Zusammenhang wurde auch eine allgemein defizitäre Unternehmenspolitik bei der Aviateca hinsichtlich des Crew Resource Managements beanstandet. Ferner wurde das Versäumnis des Fluglotsen kritisiert, die gemeldete Position des Flugzeugs in Bezug auf Hindernisse abzugleichen und entsprechende Anweisungen und Warnungen zu erteilen.